# Championnats du monde de duathlon longue distance 2006
Navigation
Édition précédente Édition suivante
Les Championnats du monde de duathlon longue distance 2006 présentent les résultats des championnats mondiaux de duathlon longue distance en 2006 organisés par la fédération internationale de triathlon.
Les 2e championnats se sont déroulés à Fredericia au Danemark le 28 mai 2006.

## Distances parcourues
| Distances course (kilomètres) | Distances course (kilomètres) | Distances course (kilomètres) |
| Course à pied                 | Cyclisme                      | Course à pied                 |
| ----------------------------- | ----------------------------- | ----------------------------- |
| 15                            | 90                            | 7,5                           |

## Résultats

### Élite
| Rang               | Athlète            | Pays     | Temps           |
| ------------------ | ------------------ | -------- | --------------- |
| Médaille d'or      | Benny Vansteelant  | Belgique | 3 h 34 min 16 s |
| Médaille d'argent  | Koen Maris         | Belgique | 3 h 35 min 32 s |
| Médaille de bronze | Joerie Vansteelant | Belgique | 3 h 39 min 45 s |

| Rang               | Athlète            | Pays        | Temps           |
| ------------------ | ------------------ | ----------- | --------------- |
| Médaille d'or      | Yvonne van Vlerken | Pays-Bas    | 4 h 03 min 59 s |
| Médaille d'argent  | Catriona Morrison  | Royaume-Uni | 4 h 06 min 24 s |
| Médaille de bronze | Andres Ratkovic    | États-Unis  | 4 h 07 min 21 s |

## Tableau des médailles
| Rang  | Nation      | Or | Argent | Bronze | Total |
| ----- | ----------- | -- | ------ | ------ | ----- |
| 1     | Belgique    | 1  | 1      | 1      | 3     |
| 2     | Pays-Bas    | 1  | 0      | 0      | 1     |
| 3     | Royaume-Uni | 0  | 1      | 0      | 1     |
| 4     | États-Unis  | 0  | 0      | 1      | 1     |
| Total | Total       | 2  | 2      | 2      | 6     |